# Le Protecteur (film, 1978)
Cet article concerne le film de Chen Chi-hwa. Pour le film de Roger Hanin, voir Le Protecteur.
Pour les articles homonymes, voir Protecteur.
Pour plus de détails, voir Fiche technique et Distribution.
Le Protecteur (一招半式闖江湖, Dian zhi gong fu gan chian chan) est un film hongkongais réalisé par Chen Chi-hwa, sorti en 1978.

## Synopsis
Jiang, passionné par les arts martiaux trouve du travail dans un lieu où il espionne une sorcière qui elle n'apprécie pas du tout et décide de partir à sa recherche pour le tuer. Sur une route de campagne, ce dernier est témoin d’un affrontement entre le légendaire héros au fouet et un criminel recherché. Les deux hommes s'entretuent et depuis il se prend pour le héros au fouet. Son imitation va lui attirer des ennuis lorsqu'on lui place sous sa protection des bijoux…

## Fiche technique
- Titre français : Le Protecteur
- Titre anglais : Half a Loaf of Kung Fu
- Titre original : 一招半式闖江湖 (Dian zhi gong fu gan chian chan)
- Réalisation : Chen Chi-hwa
- Scénario : Tong Ming-chi, Jackie Chan
- Musique : Frankie Chan
- Photographie : Chen Ching-chu
- Montage : Leung Wing-chan
- Société de production : Lo Wei Motion Picture Company
- Pays de production : Hong Kong
- Genre : Kung-fu, comédie
- Durée : 97 minutes
- Dates de sortie :
  - Hong Kong : 1er juillet 1978
  - France : 14 mai 1986

## Distribution
- Jackie Chan (VF : Jacques Bernard) : Jiang Hong
- Li Wen-tai (VF : Laurent Hilling) : le mendiant
- Chin Cheng-lan (VF : Laurent Hilling) : Lu
- Lung Chun-erh : Fang li
- Dean Shek : le disciple du mendiant